# هربرت مک‌نیر

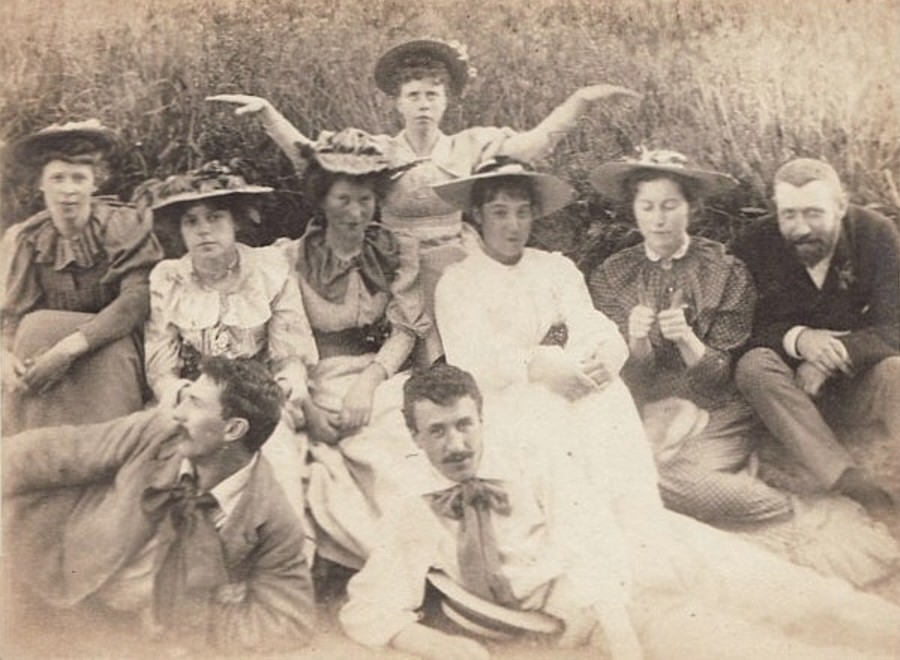
جاودانه‌ها در مدرسۀ هنر گلاسگو (ردیف عقب: مارگارت مک‌دونالد؛ ردیف میانی از چپ به راست: فرانسیس مک‌دونالد، کاترین کامرون، جانت آیتکن، اگنس ریبرن، جسی کپی و برادرش جان کپی؛ ردیف جلو از چپ به راست: هربرت مک‌نیر و چارلز رنی مکینتاش)

هدیهٔ کبوترها، ۱۹۰۴ میلادی

جیمز هربرت مک‌نیر (به انگلیسی: James Herbert MacNair)؛ (زادۀ ۲۳ دسامبر ۱۸۶۸ میلادی – درگذشتۀ ۲۲ آوریل ۱۹۵۵ میلادی) یک هنرمند، طراح و آموزگار اهل اسکاتلند بود که کارهایش به توسعهٔ سبک مدرن (سبک آر نُوو بریتانیا) در طول دههٔ ۱۸۹۰ میلادی کمک کرد.

## اوایل زندگی

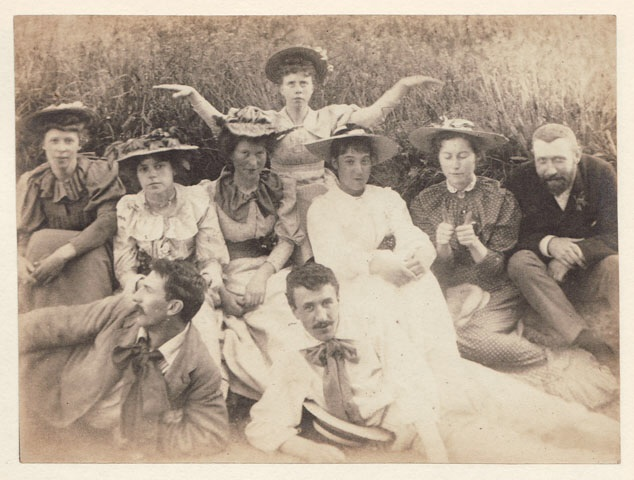
جاودانه‌ها در مدرسۀ هنر گلاسگو (ردیف عقب: مارگارت مک‌دونالد؛ ردیف میانی از چپ به راست: فرانسیس مک‌دونالد، کاترین کامرون، جانت آیتکن، اگنس ریبرن، جسی کپی و برادرش جان کپی؛ ردیف جلو از چپ به راست: هربرت مک‌نیر و چارلز رنی مکینتاش)

مک‌نیر که در گلاسگو در خانواده‌ای نظامی به دنیا آمد، از سال ۱۸۸۸ تا ۱۸۹۵ میلادی به عنوان معمار در شرکت هانیمن و کپی در گلاسگو آموزش دید و در آنجا بود که برای اولین بار با چارلز رنی مکینتاش آشنا شد. این دو به عنوان بخشی از آموزش خود، بین سال‌های ۱۸۸۸ و ۱۸۹۴ میلادی در کلاس‌های عصرانۀ مدرسۀ هنر گلاسگو شرکت کردند و در آنجا بود که با خواهران مک‌دونالد، مارگارت و فرانسیس آشنا شدند. مک‌نیر با فرانسیس ازدواج کرد و مکینتاش با مارگارت ازدواج کرد.

## چهار
هر چهار نفر بعداً به گروه آزاد مدرسۀ گلاسگو معروف به «چهار» تبدیل شدند، مک‌نیر کمتر شناخته شده بود. آن‌ها تحت تأثیر جنبش هنرها و صنایع دستی و دیگر جنبش‌های اروپایی مانند نمادگرایی و آر نُوو، پیشگام سبک گلاسگو بودند. مک‌نیر در سال ۱۸۹۵ میلادی استودیوی خود را در گلاسگو راه‌اندازی کرد و در آنجا او به عنوان یک طراح در تولید مبلمان، تصویرسازی کتاب، آبرنگ و پوستر کار کرد. شایستگی‌های هنری مک‌نیر اغلب به‌طور نامطلوبی با مکینتاش مقایسه می‌شود، اما او پس از انتقالش به لیورپول در سال ۱۸۹۸ میلادی و انتصاب به‌عنوان مدرس طراحی در دانشکدۀ معماری و هنر کاربردی، به‌ عنوان معلم تأثیر قابل‌توجهی داشت.
در سال ۱۸۹۹ میلادی فرانسیس مک‌دونالد به مک‌نیر در لیورپول پیوست و آن دو با هم ازدواج کردند. این زوج با نقاشی آبرنگ و طراحی فضای داخلی، اتاق تحریر را در نمایشگاه بین‌المللی هنر مدرن در تورین به نمایش گذاشتند. آن‌ها همچنین در اوایل دهۀ ۱۹۰۰ میلادی در لیورپول، لندن، وین و درسدن نمایشگاه‌هایی را برگزار کردند. پس از بسته شدن مدرسه در سال ۱۹۰۵ میلادی، و از دست دادن ثروت خانوادۀ مک‌نیر به دلیل شکست تجاری، این زوج در سال ۱۹۰۹ میلادی به گلاسگو بازگشتند. حرفۀ مک‌نیر از این دوره رو به افول رفت و هیچ اثری از او پس از سال ۱۹۱۱ میلادی شناخته نشده‌ است.

## اواخر زندگی
در سال ۱۹۱۳ میلادی مک‌نیر در کانادا، در یک کارخانۀ شکلات‌سازی و بعداً یک شرکت راه‌آهن کار می‌کرد. او به گلاسگو بازگشت و در آنجا به عنوان پستچی و مدیر یک گاراژ مشغول به کار شد. پس از مرگ همسرش در سال ۱۹۲۱ میلادی، مک‌نیر تمام آثار آن‌ها را که در اختیار داشت نابود کرد. سپس به خانۀ سالمندان نقل مکان کرد و تا زمان مرگش در سال ۱۹۵۵ میلادی در آنجا زندگی کرد.